# Toni Ribas
Toni Ribas, al secolo Antoni García Ribas (San Baudilio del Llobregat, 13 giugno 1975), è un attore pornografico e regista pornografico spagnolo.

## Biografia
Ha iniziato la carriera di regista nel 2001, con il film Hardcore Innocence 1, primo episodio si una fortunata serie giunta sino alla nona puntata con Hardcore Innocence 9 nel 2003. Ha lavorato spesso con Ramón Nomar.
In carriera ha girato oltre 1520 film come attore e 218 come regista e ha ottenuto numerosi riconoscimenti a livello internazionale.

## Vita privata

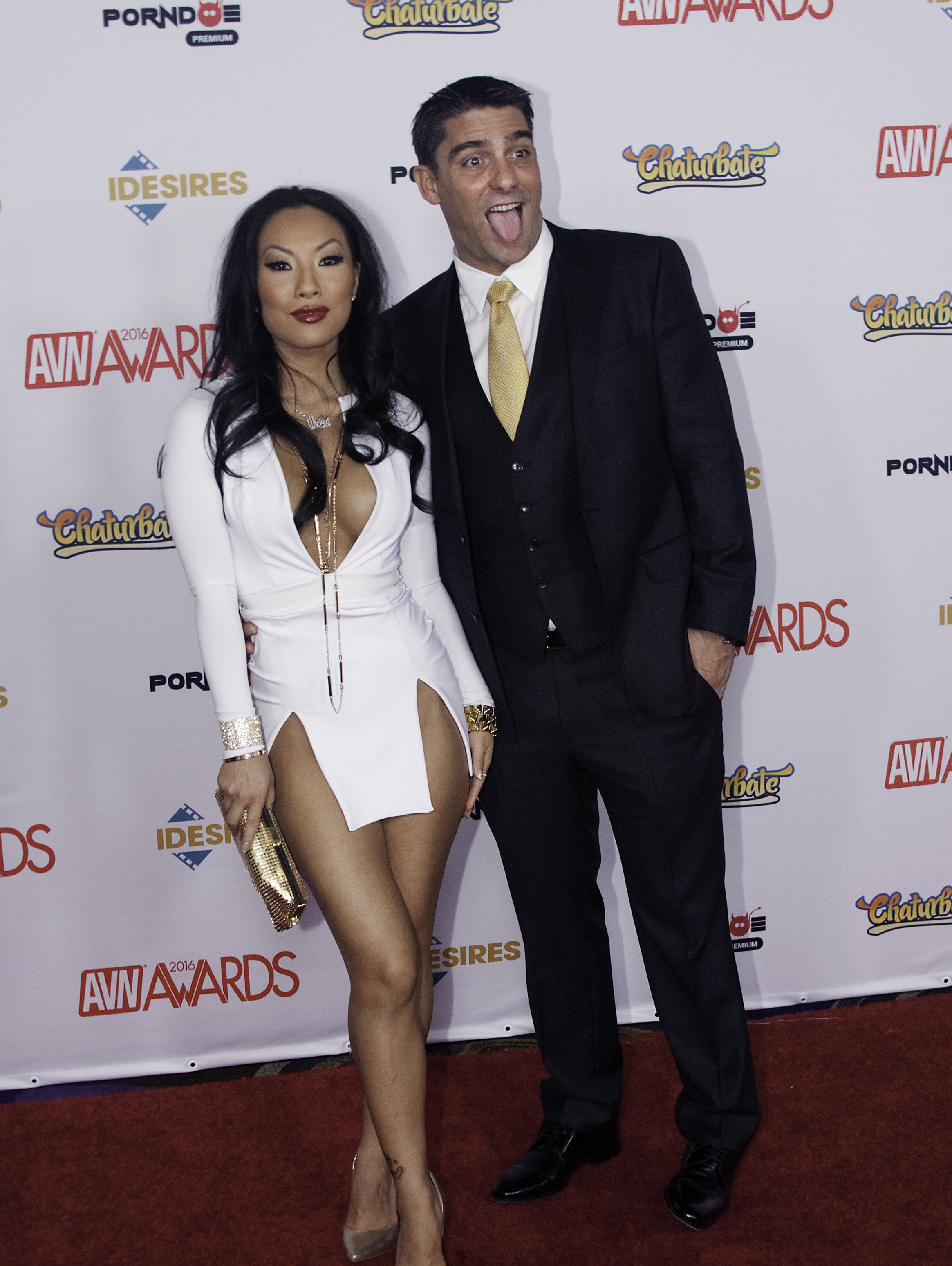
Toni Ribas e sua moglie Asa Akira

Toni Ribas ha avuto tre matrimoni. Nel 1998 ha sposato l'attrice pornografica Sophie Evans a Cornellla de Llobregat, con cui ha recitato in diversi film quali Pirate Deluxe 15: Eternal Ecstasy (2001), Best By Private 26: Heaven on Earth (2001) e la trilogia Private Gladiator. Dopo quasi 10 anni di matrimonio, nel 2005 si sono separati.
Nel 2012, dopo essersi trasferito a Los Angeles, ha sposato la collega Asa Akira, con la quale ha ottenuto diversi AVN Awards. Nel 2017 si sono separati.
Nel 2020 ha sposato l'attrice e regista pornografica Kayla Kayden.

## Riconoscimenti
- AVN Awards
  - 2010 – Male Foreign Performer Of The Year[7]
  - 2010 – Hall of Fame[8]
  - 2011 – Best Double Penetration Sex Scene per Asa Akira Is Insatiable con Asa Akira e Erik Everhard[9]
  - 2012 – Best Double Penetration Sex Scene per Asa Akira Is Insatiable 2 con Asa Akira e Mick Blue[10]
  - 2012 – Best Group Sex Scene per Asa Akira Is Insatiable 2 con Erik Everhard, Asa Akira, Danny Mountain, Jon Jon, Broc Adams, Ramon Nomar e John Strong[10]
  - 2012 – Best Three-Way Sex Scene - G/B/B per Asa Akira Is Insatiable 2 con Asa Akira e Mick Blue[10]
  - 2018 – Best Group Sex Scene per Angela 3 con Angela White, Mick Blue, Xander Corvus, Markus Dupree e John Strong[11]

- XBIZ Awards
  - 2013 – Foreign Male Performer Of The Year[12]
  - 2013 – Best Scene - Feature Movie per Wasteland con Lily LaBeau, Mick Blue, Ramon Nomar, David Perry[13]
  - 2017 – Best Sex Scene - All-Sex Release per What's Next? con Riley Reid e Jon Jon[14]

## Filmografia

### Attore
- Gore X (1997)
- Salome (1997)
- Showgirls (1997)
- Goya: La Maja Desnuda (1998)
- Amanda's Diary 4 (1999)
- Amanda's Diary 5 (1999)
- Initiation Of Jazmine (1999)
- Jazmine's DP Party (1999)
- North Pole 11 (1999)
- Pasion espanola (1999)
- Pirate Deluxe 5: Tanya Hide's Twisted Dreams (1999)
- Private XXX 5 (1999)
- Private XXX 7 (1999)
- Taxi Hard (1999)
- Up And Cummers 72 (1999)
- When Rocco Meats Kelly 2 (1999)
- Action Sports Sex 8 (2000)
- Ass Lovers 1 (2000)
- Asses Galore 13: Butts Up? (2000)
- Barcellona... Porcellona (2000)
- Boobs-a-poppin' (2000)
- Boogie Now (2000)
- Bottom Dweller 6: Sex After Death (2000)
- Buttwoman 2000 (2000)
- Buttwoman iz Bella (2000)
- Buttwoman vs. Buttwoman (2000)
- Casting Couch Cuties 1 (2000)
- Champion (2000)
- Color Blind 5 (2000)
- Cumback Pussy 28 (2000)
- Decadence (2000)
- Exposure (2000)
- Fashion (2000)
- Four Sex Rooms (2000)
- Fresh Flesh 12 (2000)
- Fuckumentary 2 (2000)
- Gag Factor 2 (2000)
- Gothix (2000)
- Head Over Heels 2 (2000)
- Hot Tight Asses 21 (2000)
- Italian Flair (2000)
- Kelly The Coed 9 (2000)
- Killer Pussy 5 (2000)
- Moonlight Canyon (2000)
- Perverted Stories 27 (2000)
- Please 11: Sexual Superstars (2000)
- Please 12: More Sexual Superstars (2000)
- Pornological 5 (2000)
- Private XXX 12: Sex, Lust And Video-tapes (2000)
- Puritan Magazine 24 (2000)
- Pussyman's International Butt Babes 1 (2000)
- Pussyman's International Butt Babes 2 (2000)
- S.M.U.T. 16: Bright Lights Dark City (2000)
- S.M.U.T. 17: Double Edge (2000)
- Screw My Wife Please 12 (And Make Her Sweat) (2000)
- Sex Appeal - Il Portiere di Gnocche (2000)
- Sextasy (2000)
- Shane's World 23: Keg Party (2000)
- Sinister Sex World 1 (2000)
- Sky's Day Off (2000)
- Sodomania: Slop Shots 8 (2000)
- Soul Survivor (2000)
- Stavros (2000)
- Tushy Girl Lost (2000)
- Wax That Ass 4 (2000)
- 110% Natural 1 (2001)
- All About Ass 1 (2001)
- Anal Toppers (2001)
- Beverly Hills 9021-ho 1 (2001)
- Center of Sex (2001)
- Cumback Pussy 40 (2001)
- Dolce Vita a la Francaise (2001)
- Eve Insane Obsession (2001)
- Hardcore Innocence 1 (2001)
- Hardcore Innocence 2 (2001)
- Hardcore Innocence 3 (2001)
- Hardcore Innocence 4 (2001)
- Killer Pussy 6 (2001)
- Killer Pussy 8 (2001)
- Labyrinth of the Senses (2001)
- Leggenda del pirata nero (2001)
- Living in Sin (2001)
- Misty Rain's Worldwide Sex 4: Sexo En Barcelona (2001)
- Over Anal-yzed (2001)
- Pirate Deluxe 15: Eternal Ecstasy (2001)
- Pirate Fetish Machine 1: Colette's Kinky Desires (2001)
- Please Cum Inside Me 3 (2001)
- Private Life of Bettina (2001)
- Private Reality 1: Sexy Temptation (2001)
- Private Reality 2: Pure Pleasure (2001)
- Private Reality 3: From Behind is OK (2001)
- Private XXX 15: Total Desire (2001)
- Pussyman's Ass Busters 2 (2001)
- Pussyman's International Butt Babes 3 (2001)
- Real Female Orgasms 2 (2001)
- Rocco: Animal Trainer 4 (2001)
- Service Animals 4 (2001)
- Service Animals 5 (2001)
- Sex Forever (2001)
- Sex Mex (2001)
- Sophie Evans AKA Filthy Whore (2001)
- Squirting Illustrated 2 (2001)
- Tails Of Perversity 8 (2001)
- Too Many Women for a Man (2001)
- Total B.S. 1 (2001)
- University Coeds Oral Exams 1 (2001)
- Viernes 13: XXL (2001)
- Virtualia 3: Dark Side 1 (2001)
- Virtualia 4: Dark Side 2 (2001)
- Virtualia 5: Dark Side 3 (2001)
- Without Limits 1 (2001)
- Without Limits 2 (2001)
- Balls Deep 6 (2002)
- Blowjob Fantasies 16 (2002)
- Enjoy 1 (2002)
- Enjoy 2 (2002)
- EXXXplosion (2002)
- Faust: The Power of Sex (2002)
- Hardcore Innocence 5 (2002)
- Hardcore Innocence 6 (2002)
- Hardcore Innocence 7 (2002)
- Hot Bods And Tail Pipe 25 (2002)
- Hypnotic Games (2002)
- Internally Yours 3 (2002)
- Leg Love (2002)
- Nacho: Latin Psycho 2 (2002)
- Nothin' Butt Buttwoman (2002)
- Oral Adventures Of Craven Moorehead 16 (2002)
- Private Castings X 34 (2002)
- Private Gladiator 1 (2002)
- Private Gladiator 2: In The City Of Lust (2002)
- Private Gladiator 3: The Sexual Conquest (2002)
- Private Life of Claudia Ricci (2002)
- Private Life of Lynn Stone (2002)
- Private Life of Sophie Evans (2002)
- Private Life of Wanda Curtis (2002)
- Private Movies 2: Fever (2002)
- Private Orgies (2002)
- Private Reality 11: Singularity (2002)
- Private Reality 12: Dangerous Girls (2002)
- Private Reality 7: Wild Adventures (2002)
- Private Reality 9: Do Not Disturb (2002)
- Puritan Magazine 40 (2002)
- Pussyman's Squirt Fever 1 (2002)
- Rectal Rooter 4 (2002)
- Secrets 3 (2002)
- Sexx the Hard Way 4 (2002)
- Sexx the Hard Way 5 (2002)
- Sexx the Hard Way 8 (2002)
- Sodomania 37 (2002)
- Sodomania: Orgies 6 (2002)
- Taste of a Woman (2002)
- Unforgettable (2002)
- Whore With No Name (2002)
- Women of Color 5 (2002)
- 100% Blowjobs 10 (2003)
- 2 Dicks in 1 Chick 3 (2003)
- American Ass 1 (2003)
- Anal Hazard 2 (2003)
- Anal Trainer 1 (2003)
- Angelmania 4 (2003)
- Art Of Sex (2003)
- Ass Cleavage 1 (2003)
- Ass Cleavage 2 (2003)
- Ass Worship 5 (2003)
- Black Reign 2 (2003)
- Blow Me Sandwich 1 (2003)
- Bottom Feeders 7 (2003)
- Bottom Feeders 8 (2003)
- Busty Beauties 7 (2003)
- Choc Full A Nut (2003)
- Cumstains 1 (2003)
- Double Decker Sandwich 1 (2003)
- Double Decker Sandwich 2 (2003)
- Double Stuffed 1 (2003)
- Enjoy 3 (2003)
- First Class Euro Sluts 1 (2003)
- Flesh Hunter 6 (2003)
- Fresh New Faces 2 (2003)
- Fuck Dolls 1 (2003)
- Full Anal Access 1 (2003)
- Hardcore Climax 1 (2003)
- Hardcore Innocence 8 (2003)
- Hardcore Innocence 9 (2003)
- Hellcats 2 (2003)
- Hungary For Cock (2003)
- I Love It Rough 3 (2003)
- Internal Cumbustion 1 (2003)
- Invasian 1 (2003)
- Joey Silvera's New Girls 6 (2003)
- Just Juggs (2003)
- Lex Steele XXX 2 (2003)
- Lingerie 2 (2003)
- Lusty Legs 1 (2003)
- Manhammer 1 (2003)
- Monique's Sexaholics 1 (2003)
- Naughty College School Girls 29 (2003)
- No Holes Barred 1 (2003)
- North Pole 40 (2003)
- Not Just Another 8 Teen Movie 2 (2003)
- Prima Volta (2003)
- Private Cafe 1 (2003)
- Private Cafe 2 (2003)
- Private Life of Jodie Moore (2003)
- Private Life of Rita Faltoyano (2003)
- Private Reality 14: Girls of Desire (2003)
- Provocations (2003)
- Seduced and Abandoned (2003)
- Sexville (2003)
- Squirting Adventures Of Dr. G 2 (2003)
- Straight To The A 4 (2003)
- Strip Tease Then Fuck 1 (2003)
- Sweet Sounds (2003)
- Ten Little Piggies 2 (2003)
- Top Guns 1 (2003)
- Vault (2003)
- Virgin Porn Stars 3 (2003)
- Weapons Of Ass Destruction 2 (2003)
- Young Tight Latinas 3 (2003)
- Young Tight Latinas 5 (2003)
- 1 Dick 2 Chicks 2 (2004)
- 110% Natural 7 (2004)
- 110% Natural 8 (2004)
- Addicted to Sex (2004)
- Anal Expedition 4 (2004)
- Apprentass 1 (2004)
- Baker's Dozen 2 (2004)
- Baker's Dozen 3 (2004)
- Cum Drippers 7 (2004)
- Cumstains 4 (2004)
- Double Or Nothing (2004)
- Droppin' Loads 2 (2004)
- Droppin' Loads 4 (2004)
- Enjoy 5 (2004)
- First Class Euro Sluts 2 (2004)
- First Class Euro Sluts 3 (2004)
- First Class Euro Sluts 4 (2004)
- Gaper Maker 2 (2004)
- Good Source Of Iron 4 (2004)
- Iron Head 2 (2004)
- Ladies in Lust (2004)
- Lusty Legs 2 (2004)
- Lusty Legs 3 (2004)
- New Girls 1 (2004)
- New Girls 2 (2004)
- Photographic Mammaries 3 (2004)
- Private Life of Jessica May (2004)
- Private Life of Sandra Iron (2004)
- Private Reality 21: Fuck Me (2004)
- Private Reality 23: Cum (2004)
- Private Reality 24: Sex Addicts (2004)
- Private Story Of Bobbi Eden (2004)
- Private Story Of Mia Stone (2004)
- Private Story Of Sarah O'Neal (2004)
- Private XXX 18: Wet Dreams (2004)
- Sex Angels 1 (2004)
- Sexual Compulsion (2004)
- Teen Cum Squad 1 (2004)
- Ultimate Asses 4 (2004)
- Wrecked 'em 1 (2004)
- XXX Platinum Blondes 1 (2004)
- Young Ripe Mellons 6 (2004)
- Anal Driller 8 (2005)
- Anal Excursions 4 (2005)
- Anal Expedition 6 (2005)
- Ass Obsessed 4 (2005)
- Ass Pounders 4 (2005)
- Ass Pounders 5 (2005)
- Assault That Ass 7 (2005)
- ATM POV (2005)
- Baker's Dozen 5 (2005)
- Big Tit Anal Whores 1 (2005)
- Butt Gallery 4 (2005)
- Cum Guzzlers 4 (2005)
- Cum In My Ass Not In My Mouth 4 (2005)
- Cum Oozing Holes 1 (2005)
- Cum Oozing Holes 2 (2005)
- Dirty Birds (2005)
- Exotic Dreams (2005)
- First Class Euro Sluts 5 (2005)
- Fuck My Ass (2005)
- Hardcore Whores 1 (2005)
- Intensities In 10 Cities 2 (2005)
- Jailbait 2 (2005)
- Look What's Up My Ass 7 (2005)
- Lusty Legs 4 (2005)
- Lusty Legs 5 (2005)
- Me Luv U Long Time 8 (2005)
- Mummy X (2005)
- Nasty Dreams (2005)
- New Girls 3 (2005)
- North Pole 54 (2005)
- Outnumbered 3 (2005)
- Papa Holmes' Little Girls (2005)
- Passion Of The Ass 5 (2005)
- Private Life of Sandy Style (2005)
- Private Penthouse Greatest Moments 3 (2005)
- Private Story Of Monica Sweetheart (2005)
- Private Xtreme 21: Anal Fuckathon (2005)
- Private XXX 22: Stop In The Name Of Sex (2005)
- Sex and Revenge 1 (2005)
- Sex and Revenge 2 (2005)
- Sloppy Seconds 1 (2005)
- Sophie Evans Exposed (2005)
- Swallow My Pride 7 (2005)
- Swallow The Leader 2 (2005)
- Tear Me A New One 1 (2005)
- Ten Little Piggies 6 (2005)
- Triple Hexxx (2005)
- Young Ripe Mellons 7 (2005)
- All Star Anal (2006)
- All You Can Eat 3 (2006)
- Anal Cavity Search 2 (2006)
- Anal Driller 9 (2006)
- Anal Excursions 5 (2006)
- Art Of Ass 5 (2006)
- Ass Pounders 6 (2006)
- Between The Cheeks (2006)
- Bodacious Boobies 1 (2006)
- Butt Gallery 5 (2006)
- Butt Gallery 6 (2006)
- Canadian Beaver 2 (2006)
- Cherry Bomb 4 (2006)
- Claudia's Holiday 2006 (2006)
- Cock Starved 2 (2006)
- Cock Starved 3 (2006)
- Cum Beggars 5 (2006)
- Cum on My Face 6 (2006)
- Double Anal Divas (2006)
- Double Anal Drill Team 1 (2006)
- DownWard (2006)
- European Meat 5 (2006)
- First Class Euro Sluts 6 (2006)
- Fresh Jugs 3 (2006)
- Goo 4 Two 4 (2006)
- Illegal Ass 1 (2006)
- Illegal Ass 2 (2006)
- Innocent Until Proven Filthy 1 (2006)
- Intimate Journal (2006)
- Liquid Ass-sets 1 (2006)
- Liquid Ass-sets 2 (2006)
- Look What's Up My Ass 8 (2006)
- Look What's Up My Ass 9 (2006)
- New Releases 4 (2006)
- Outnumbered 4 (2006)
- Passion Of The Ass 6 (2006)
- Private Xtreme 23: Greedy Asses (2006)
- Private Xtreme 28: Point Of View (2006)
- Private Xtreme 29: Gonzo Style (2006)
- Private Xtreme 30: Top Sex (2006)
- Private XXX 29: Spread My Lips (2006)
- Private XXX 31: Hot Beavers (2006)
- Private XXX 33: Some Fuck It Hot (2006)
- Private XXX 34: Sex is in the Air (2006)
- Real Racks 2 (2006)
- Sex Angels 2 (2006)
- Sex On The Beach (2006)
- Sextreme Surf Bodies (2006)
- Teen Cum Swappers 3 (2006)
- Teenage Jizz Junkies 4 (2006)
- Ten Little Piggies 8 (2006)
- This Butt's 4 U 2 (2006)
- Urgencies (2006)
- What Gets You Off 3 (2006)
- Wrecking Crew (2006)
- A Sperm-Load A Day 1 (2007)
- Anal Gate 1: Asshole Combustion (2007)
- Anal Gate 2: Wide Open (2007)
- Art Of Ass 6 (2007)
- Ass Pounders 7 (2007)
- Beyond The Call Of Booty 1 (2007)
- Big Bottoms Up 2 (2007)
- Creamery (2007)
- Double Anal Drill Team 2 (2007)
- Filthy 2 (2007)
- Hi Speed Sex 1 (2007)
- Hi Speed Sex 2 (2007)
- Hi Speed Sex 3 (2007)
- Ibiza Fucking Island (2007)
- Ibiza Sex Party 1 (2007)
- In Arsch und Fotze (2007)
- Innocent Until Proven Filthy 2 (2007)
- Internal Cumbustion 10 (2007)
- Lex On Blondes 2 (2007)
- Look What's Up My Ass 10 (2007)
- MILF Next Door 1 (2007)
- Nylons 1 (2007)
- Passion Of The Ass 7 (2007)
- Private Life of Angel Dark (2007)
- Private Sex Auditions 4 (2007)
- Private Sex Auditions 5 (2007)
- Private Xtreme 31: Private Sex Auditions 1 (2007)
- Private Xtreme 32: DP Factory (2007)
- Private Xtreme 33: Private Sex Auditions 2 (2007)
- Private Xtreme 34: Private Sex Auditions 3 (2007)
- Private Xtreme 35: Ibiza Sex Party 2 (2007)
- Private Xtreme 36: Ibiza Sex Party 3 (2007)
- Private XXX 36: Fuck Me Wild (2007)
- Private XXX 37: Stars In Heat (2007)
- Private XXX 38: Free Asses (2007)
- Wetter The Better 4 (2007)
- Wild Wet Beaches (2007)
- A Sperm-Load A Day 2 (2008)
- Amy Ried Story (2008)
- Anal Excursions 6 (2008)
- Anal Overdrive 2 (2008)
- Ass Titans 1 (2008)
- Battle of the Sluts 2: Katsuni Vs Melissa Lauren (2008)
- Big Rack Attack 5 (2008)
- Internal Damnation 2 (2008)
- Like Lovers Do (2008)
- Massive Boobs (2008)
- Oil Overload 2 (2008)
- Only in Your Dreams 2 (2008)
- Perverted Planet 2 (2008)
- Pretty As They Cum 1 (2008)
- Private Sex Auditions 10 (2008)
- Private Sex Auditions 11 (2008)
- Private Sex Auditions 12 (2008)
- Private Sex Auditions 13 (2008)
- Private Sex Auditions 6 (2008)
- Private Sex Auditions 7 (2008)
- Private Sex Auditions 8 (2008)
- Private Sex Auditions 9 (2008)
- Private Specials 7: Sex in Public (2008)
- Private XXX 39: Sex Bites (2008)
- Private XXX 40: Dirty Sluts Fucking Hard (2008)
- Real Female Orgasms 9 (2008)
- Slave Dolls 3 (2008)
- Slutty and Sluttier 8 (2008)
- This Butt's 4 U 4 (2008)
- Tunnel Butts 1 (2008)
- 30+ Sluts (2009)
- Anal Cavity Search 6 (2009)
- Anal Cavity Search 7 (2009)
- Anal Integrity (2009)
- Anal-Holics (2009)
- Apple Bottomz 6 (2009)
- Art Of The Cumfart 2 (2009)
- Ass Titans 2 (2009)
- Ass Titans 3 (2009)
- Ass Trap 3 (2009)
- Battle of the Sluts 3: Bobbi Starr vs Annette Schwarz (2009)
- Big Boob Orgy 2 (2009)
- Breast Meat 2 (2009)
- Bubble Butt Belles (2009)
- Cum for Me Nikki Jayne (2009)
- Curvy Girls 3 (2009)
- Doll House 5 (2009)
- Doll House 6 (2009)
- Don't Make Me Beg 2 (2009)
- Doppelt gestopfte Rosetten (2009)
- Double Time (2009)
- Every Last Drop 10 (2009)
- Evil Anal 10 (2009)
- Evil Anal 9 (2009)
- Extreme Asses 8 (2009)
- Fetish Fuckdolls 1 (2009)
- Fetish Fuckdolls 3 (2009)
- Graphic DP 1 (2009)
- Hellcats 15 (2009)
- I Love It Rough 4 (2009)
- I Wanna B A Porn Star 1 (2009)
- Innocent Until Proven Filthy 5 (2009)
- Internal Damnation 3 (2009)
- Jailbait 6 (2009)
- Jailbait 7 (2009)
- Jenna Haze: Nymphomaniac (2009)
- Mad Sex Party: Orgy Island (2009)
- MILF Madness 2 (2009)
- Monster Curves 3 (2009)
- Oil Overload 3 (2009)
- Peep Show 3 (2009)
- Private Life of Black Angelika (2009)
- Private Specials 19: Blow Me Suck Me Drink Me (2009)
- Private Specials 24: Blow Me Suck Me Drink Me 2 (2009)
- Pure Sextacy 4 (2009)
- Red Hot Romance (2009)
- Rio Loco (2009)
- Rocco Ravishes L.A. (2009)
- Rocco: Animal Trainer 31 (2009)
- Rocco's Back (2009)
- Slutty and Sluttier 10 (2009)
- Slutty and Sluttier 9 (2009)
- So You Wanna Be A Pornstar 1 (2009)
- Sport Fucking 5 (2009)
- Teenage Spermaholics 6 (2009)
- This Butt's 4 U 5: Crack Addictz (2009)
- Titty Sweat 1 (2009)
- Tunnel Butts 3 (2009)
- Whore Training: Learning the Ropes (2009)
- Adult Supervision Required (2010)
- Anal Cavity Search 8 (2010)
- Anal Fanatic 1 (2010)
- Asa Akira Is Insatiable 1 (2010)
- Asstounding 2 (2010)
- Barcelona Chic (2010)
- Breast Meat 3 (2010)
- Confessions of a Virgin (2010)
- Cum-Spoiled Brats (2010)
- Curvies (2010)
- Dangerous Curves (2010)
- Dirty Rotten Mother Fuckers 4 (2010)
- Divorcee (2010)
- Euro Girl Tour (2010)
- Euro Glam Tramps (2010)
- Evil Anal 12 (2010)
- Farm Fresh 2 (2010)
- Fresh Meat 27 (2010)
- Fresh Meat 28 (2010)
- Fresh Squeeze 2 (2010)
- Fuck Slaves 5 (2010)
- Gigolos (2010)
- Girl Talk (2010)
- Girls of Prague (2010)
- Hard At Work (2010)
- Interoffice Intercourse (2010)
- Kayden's College Tails (2010)
- Legs Up Hose Down (2010)
- Letter A Is For Asshole (2010)
- My First Orgy (2010)
- My Sexy Life 4 (2010)
- Nylons 8 (2010)
- Oil Overload 4 (2010)
- Outnumbered 5 (2010)
- Performers of the Year 2011 (2010)
- Pornstar Bootcamp (2010)
- Pornstar Cribs (2010)
- Pretty As They Cum 2 (2010)
- Private Specials 40: How I Seduce and Fuck Girls (2010)
- Rack It Up 5 (2010)
- Raw 3 (2010)
- Rocco Ravishes Hollywood (2010)
- Rocco: Puppet Master 8 (2010)
- Rocco's Psycho Love 1 (2010)
- Rocco's Psycho Love 2 (2010)
- Savanna's Anal Gangbang (2010)
- Sex Appeal (2010)
- Sex Barcelona Style (2010)
- Sex Slaves (2010)
- Slutty and Sluttier 13 (2010)
- Sport Fucking 6 (2010)
- Sport Fucking 7 (2010)
- Superstar Showdown 2: Asa Akira vs. Kristina Rose (2010)
- Teacher Leave Them Teens Alone 2 (2010)
- Teenlicious (2010)
- Tits Ahoy 10 (2010)
- Tori Tarra and Bobbi Love Rocco (2010)
- Wet Wild and Young 3 (2010)
- Young And Glamorous 2 (2010)
- Young Thighs in Knee Highs 1 (2010)
- All Internal 15 (2011)
- All Internal 16 (2011)
- Anal Only (2011)
- Asa Akira Is Insatiable 2 (2011)
- Ass Titans 5 (2011)
- Beyond The Call Of Booty 4 (2011)
- Bombshells 3 (2011)
- Cover Girls (2011)
- Cruel MILF (2011)
- Escaladies (2011)
- Evil Anal 14 (2011)
- Fighters (2011)
- Gangbanged 1 (2011)
- Gangbanged 2 (2011)
- Graphic DP 3 (2011)
- Hose Monster 1 (2011)
- House Keeping (2011)
- Hyper Spaz Tits Workout (2011)
- Jack's POV 19 (2011)
- Jailbait 8 (2011)
- Kagney Linn Karter is Relentless (2011)
- Legendary Angels (2011)
- Masseuse 3 (2011)
- Mission Asspossible (2011)
- My First Gangbang 1 (2011)
- Office Seductions 2 (2011)
- Oil Overload 5 (2011)
- Pretty Titties (2011)
- Private Gold 121: Adventures on the Lust Boat (2011)
- Private School Nymphos 3 (2011)
- Private Sex Auditions 15 (2011)
- Private Specials 50: How I Seduce and Fuck Girls 2 (2011)
- Prom (2011)
- Real Wife Stories: Asa Akira (2011)
- Rocco's Psycho Love 3 (2011)
- Sasha Grey and Friends 1 (2011)
- Sex and Corruption 1 (2011)
- Sex and Corruption 2 (2011)
- SexAholics (2011)
- Shut Up and Fuck (2011)
- Slutty and Sluttier 15 (2011)
- Sneaking Around (2011)
- Tail-A-Diggin' Nights (2011)
- Teagan Presley: The S!x (2011)
- Teases and Pleases 2 (2011)
- Titlicious 3 (2011)
- Titty Sweat 3 (2011)
- U.S. Sluts 1 (2011)
- What the Fuck: Big Tits Bitches and Ass (2011)
- Young Toes Before Hoes (2011)
- Amazing Headlights 2 (2012)
- Angels of Debauchery 9 (2012)
- Asa Akira is Insatiable 3 (2012)
- Ass Factor 2 (2012)
- Babysitter Diaries 8 (2012)
- Banging Into the Mainstream (2012)
- Belladonna's Cock Pigs 2 (2012)
- Big and Real 2 (2012)
- Big Butts Like It Big 10 (2012)
- Big Butts Like It Big 9 (2012)
- Big Tits In Sports 10 (2012)
- Big Wet Asses 22 (2012)
- Corrupt Schoolgirls 2 (2012)
- Couples Seeking Teens 10 (2012)
- Cute And Curvy (2012)
- Dark and Dirty (2012)
- Dirty Rotten Mother Fuckers 5 (2012)
- Ditching Party Orgy: Caught on Tape (2012)
- DP Fanatic (2012)
- Fetish Fuckdolls 6 (2012)
- Four Eyed Fuck Fest 2 (2012)
- Fuckin' Foreigners (2012)
- Fuckin' Foreigners 2 (2012)
- Gangbanged 4 (2012)
- Gapeland (2012)
- Girlfriends Get Even 2 (2012)
- Home Wrecker 4 (2012)
- House Call Nurses (2012)
- Internal Cumbustion 17 (2012)
- Internal Damnation 5 (2012)
- Internal Investigation (2012)
- Invading My Privacy (2012)
- Jessica Drake's Guide to Wicked Sex: G-Spot and Female Ejaculation (2012)
- Liquid Diet (2012)
- Lisa Ann Fantasy Girl (2012)
- Love Hurts 1 (2012)
- My First Gangbang 2 (2012)
- My Slutty Friends (2012)
- Natural And Nasty (2012)
- Nexxxt Top Model (2012)
- Oil Overload 6 (2012)
- Oil Overload 7 (2012)
- Orgy: The XXX Championship 2 (2012)
- Performers of the Year 2013 (2012)
- Please Come on my Leggings (2012)
- Pornstar Power (2012)
- Private Gold 151: Adventures on the Lust Boat 4 (2012)
- Private Specials 52: Tease Me (2012)
- Private Specials 53: Sex Boat 1 (2012)
- Private Specials 54: Sex Boat 2 (2012)
- Raven Alexis Unleashed (2012)
- Real Racks 7 (2012)
- Rump Raiders (2012)
- Russo Twins: From Russia to Hollywood (2012)
- Sexual Tension: Raw and Uncut (2012)
- Sexy Selena Rose (2012)
- Shove It Up Your Ass (2012)
- Shove It Up Your Ass 2 (2012)
- Teen Sex Dolls (2012)
- Teens In Tight Jeans 2 (2012)
- Titties n Lace (2012)
- Toy For Her Boy (2012)
- Up My Asian Ass (2012)
- Wasteland (2012)
- Whale Tail 6 (2012)
- Younger Games (2012)
- Anal Plungers 2 (2013)
- Big Wet Tits 12 (2013)
- Black Heat (2013)
- Deep Pussy (2013)
- Hardcore Allure 2 (2013)
- Oil Overload 8 (2013)
- Planting Seeds 3 (2013)
- Private Specials 62: American Girls Love Euro Cock (2013)
- Private Specials 65: Blacks and Sluts (2013)
- Remy 2 (2013)
- Rump Raiders 2 (2013)
- Secretary's Day 6 (2013)
- Squirt Machines 2 (2013)
- There's Something About Lexi Belle (2013)
- Young and Glamorous 4 (2013)

### Regista
- 110% Natural 1 (2001)
- Hardcore Innocence 1 (2001)
- Hardcore Innocence 2 (2001)
- Hardcore Innocence 3 (2001)
- Hardcore Innocence 4 (2001)
- Enjoy 1 (2002)
- Enjoy 2 (2002)
- EXXXplosion (2002)
- Hardcore Innocence 5 (2002)
- Hardcore Innocence 6 (2002)
- Hardcore Innocence 7 (2002)
- Leg Love (2002)
- Enjoy 3 (2003)
- First Class Euro Sluts 1 (2003)
- Hardcore Innocence 8 (2003)
- Hardcore Innocence 9 (2003)
- Hungary For Cock (2003)
- Lusty Legs 1 (2003)
- 110% Natural 7 (2004)
- 110% Natural 8 (2004)
- First Class Euro Sluts 2 (2004)
- First Class Euro Sluts 3 (2004)
- First Class Euro Sluts 4 (2004)
- Lusty Legs 2 (2004)
- Lusty Legs 3 (2004)
- New Girls 1 (2004)
- New Girls 2 (2004)
- ATM POV (2005)
- Cum Oozing Holes 1 (2005)
- Cum Oozing Holes 2 (2005)
- First Class Euro Sluts 5 (2005)
- Fuck My Ass (2005)
- Lusty Legs 4 (2005)
- Lusty Legs 5 (2005)
- New Girls 3 (2005)
- Private XXX 28: What Wet Bitches (2005)
- Bodacious Boobies 1 (2006)
- First Class Euro Sluts 6 (2006)
- Private Xtreme 28: Point Of View (2006)
- Private Xtreme 29: Gonzo Style (2006)
- Private Xtreme 30: Top Sex (2006)
- Private XXX 29: Spread My Lips (2006)
- Private XXX 31: Hot Beavers (2006)
- Private XXX 34: Sex is in the Air (2006)
- Sextreme Surf Bodies (2006)
- Hi Speed Sex 1 (2007)
- Hi Speed Sex 2 (2007)
- Hi Speed Sex 3 (2007)
- Ibiza Sex Party 1 (2007)
- Private Life of Angel Dark (2007)
- Private Sex Auditions 4 (2007)
- Private Sex Auditions 5 (2007)
- Private Xtreme 31: Private Sex Auditions 1 (2007)
- Private Xtreme 32: DP Factory (2007)
- Private Xtreme 33: Private Sex Auditions 2 (2007)
- Private Xtreme 34: Private Sex Auditions 3 (2007)
- Private Xtreme 35: Ibiza Sex Party 2 (2007)
- Private Xtreme 36: Ibiza Sex Party 3 (2007)
- Private Xtreme 37: Powerboat Sex (2007)
- Private Xtreme 38: Teens (2007)
- Private XXX 36: Fuck Me Wild (2007)
- Private XXX 37: Stars In Heat (2007)
- Private XXX 38: Free Asses (2007)
- Wild Wet Beaches (2007)
- Private Sex Auditions 10 (2008)
- Private Sex Auditions 11 (2008)
- Private Sex Auditions 12 (2008)
- Private Sex Auditions 13 (2008)
- Private Sex Auditions 6 (2008)
- Private Sex Auditions 7 (2008)
- Private Sex Auditions 8 (2008)
- Private Sex Auditions 9 (2008)
- Private Specials 7: Sex in Public (2008)
- Private Xtreme 39: Ibiza Sex Party 4 (2008)
- Private Xtreme 40: Ibiza Sex Party 5 (2008)
- Private XXX 39: Sex Bites (2008)
- Private XXX 40: Dirty Sluts Fucking Hard (2008)
- Private Specials 16: Up All Holes (2009)
- Private Specials 19: Blow Me Suck Me Drink Me (2009)
- Private Specials 24: Blow Me Suck Me Drink Me 2 (2009)
- Barcelona Chic (2010)
- Euro Girl Tour (2010)
- Euro Glam Tramps (2010)
- Girls of Prague (2010)
- Private Specials 40: How I Seduce and Fuck Girls (2010)
- Sex Barcelona Style (2010)
- Private Sex Auditions 15 (2011)
- Private Specials 50: How I Seduce and Fuck Girls 2 (2011)
- Fuckin' Foreigners 2 (2012)
- Private Specials 52: Tease Me (2012)
- Private Specials 53: Sex Boat 1 (2012)
- Private Specials 54: Sex Boat 2 (2012)
- Private Specials 62: American Girls Love Euro Cock (2013)
- Private Specials 65: Blacks and Sluts (2013)